# Die Dreigroschenoper (1963)
Die Dreigroschenoper ist ein deutsch-französischer Spielfilm von Wolfgang Staudte aus dem Jahr 1963. Er entstand frei nach Bertolt Brechts und Kurt Weills gleichnamigem Bühnenstück. In Frankreich kam der Film unter dem Titel L’Opéra de quat’sous in die Kinos.

## Handlung
Mackie Messer ist ein berüchtigter Ganove in Londons Stadtteil Soho, wo „die Bettler betteln, die Diebe stehlen und die Huren huren“, wie Brecht es ausgedrückt hat. Eines Tages laufen dem Gauner das Mädchen Polly Peachum und deren Mutter über den Weg. Weil ihm die Kleine gut gefällt, bittet er die Damen, ihn ins Hotel Zum Tintenfisch zu begleiten, wo gerade ein Ball stattfindet. Beide nehmen das Angebot an. Beim Tanz macht Mackie Messer Polly so lange den Hof, bis sie unter seinem Werben förmlich dahinschmilzt.
Pollys Vater, der Bettlerkönig Jonathan Jeremiah Peachum, ist außer sich, als er hört, was geschehen ist. Er befürchtet, der windige Gauner könnte ihm sein Geschäft verderben. Aber all seine Ermahnungen nützen nichts. Polly ist fest entschlossen, ihren Geliebten zu heiraten. Für die Hochzeitszeremonie hat Mackie einen alten, leer stehenden Pferdestall ausgesucht. Der in Ganovenkreisen bestens bekannte Pastor Kimball nimmt die Trauung vor. Zu den Hochzeitsgästen, die sich hauptsächlich aus Mackies Bandenmitgliedern zusammensetzen, zählt auch Londons Polizeichef Brown. Er und Mackie sind alte Kriegskameraden. Seiner schützenden Hand verdankt es Mackie, dass er immer noch die Freiheit genießen kann.
Mrs Peachum hat herausgefunden, dass ihr Schwiegersohn regelmäßig in einem Bordell in Turnbridge verkehrt. Dort hat es ihm besonders die „Spelunken-Jenny“ angetan. Ihr verspricht die Peachum eine hohe Belohnung, wenn sie Mackie Messer bei seinem nächsten Besuch verpfeift. So kommt es, dass die Polizei ein leichtes Spiel hat, den gefürchteten Verbrecher dingfest zu machen. Mackie aber gelingt die Flucht. Er will sich bei Suky Tawdry verstecken. Aber auch sie kann der auf den Flüchtigen ausgesetzten Belohnung nicht widerstehen. Daher wird er ein zweites Mal denunziert und kommt hinter Schloss und Riegel.
Der Bettlerkönig will den Gefangenen unbedingt hängen sehen. Er setzt deshalb Brown unter Druck, indem er ihm droht, er werde mit seiner Bettlerschar die Feier der morgen stattfindenden Krönung der Königin ganz massiv stören, falls Mackie nicht in aller Frühe am Galgen baumeln sollte.
Tags darauf um sechs Uhr wartet Mackie auf seine Hinrichtung. Er steht schon mit der Schlinge um den Hals unter dem Galgen, als ein reitender Bote erscheint. Es ist Brown, der Polizeichef. Hoch zu Ross verkündet er unter Fanfarenklängen: „Anlässlich ihrer Krönung befiehlt die Königin, dass der Captain Macheath sofort freigelassen wird. Gleichzeitig wird er hiermit in den erblichen Adelsstand erhoben und ihm das Schloss Marmarel und eine Rente von 10000 Pfund bis zum Lebensende überreicht.“ So endet die „Oper“ unverhofft doch noch mit einem Happy End.

## Produktionsnotizen
Der Film wurde ab dem 22. Oktober 1962 im Atelier Berlin-Tempelhof gedreht. Hein Heckroth entwarf die Bauten und die Kostüme. Die Herstellungsleitung lag in den Händen von Heinz Willeg. Die Uraufführung erfolgte am 8. Februar 1963 im Gloria-Palast, München.

## Musik
Kurt Weills Musik erklingt im Film nicht im Original, sondern in einer freien Bearbeitung von Peter Sandloff. Besonders auffallend ist, dass dem Orchester eine Streichergruppe hinzugefügt wurde, die bei Kurt Weill vollständig fehlt. Die bekanntesten Songs sind:
- Die Moritat von Mackie Messer (Und der Haifisch, der hat Zähne)
- Anstatt-dass-Song (Duett Ehepaar Peachum)
- Kanonensong (Soldaten wohnen auf den Kanonen – Duett zwischen Mackie und Brown)
- Liebeslied (Siehst du den Mond über Soho? – Duett zwischen Mackie und Polly)
- Ballade vom angenehmen Leben (Mackie)
- Lied der Spelunken-Jenny (Meine Herren, heute sehen Sie mich Gläser abwaschen)
- Peachums Morgenchoral (Wach auf, du verrotteter Christ)
- Zuhälterballade (In jener Zeit, die längst vergangen ist – Duett zwischen Mackie und Jenny)
- Eifersuchtsduett zwischen Polly und Lucy (Komm heraus, du Schönheit von Soho)

## Kritiken
„Neuverfilmung der sozialkritischen Zeitsatire von Bertolt Brecht und Kurt Weill. Brechts antiillusionistisches Theater des Zeigens wurde dabei dramaturgisch verfehlt und unter der unsicheren Regie Staudtes zur aufwendigen, aber unverbindlichen Musical-Unterhaltung.“

Die Filmbewertungsstelle Wiesbaden verlieh der Produktion das Prädikat „Wertvoll“.

## Quelle
Programm zum Film: Illustrierte Film-Bühne Nr. S. 6415